# Arouca
Arouca es una villa portuguesa del Gran Área Metropolitana de Oporto (NUTS III), Región estadística del Norte (NUTS II), con cerca de 5200 habitantes, perteneciente al extremo nordeste del distrito de Aveiro. 
Es sede de un municipio con 327,99 km² de área y 21 154 habitantes (2021), subdividido en 16 freguesias. El municipio limita al norte con los municipios de Gondomar, Castelo de Paiva y Cinfães, al este con Castro Daire, al este y al sur con São Pedro do Sul, al sur con Vale de Cambra, al suroeste con Oliveira de Azeméis y al noroeste con Santa Maria da Feira y con Gondomar.

## Demografía
| Gráfica de evolución demográfica de Arouca entre 1864 y 2021 |
|                                                              |
| Datos según el nomenclátor publicado por el INE portugués.   |

## Freguesias
Las freguesias de Arouca son las siguientes:
- Alvarenga
- Arouca e Burgo
- Cabreiros e Albergaria da Serra
- Canelas e Espiunca
- Chave
- Covelo de Paivó e Janarde
- Escariz
- Fermedo
- Mansores
- Moldes
- Rossas
- Santa Eulália
- São Miguel do Mato
- Tropeço
- Urrô
- Várzea

## Economía
- La multinacional británica «C&J Clark» cerró la fábrica de fabricación de calzado de esta localidad en 2001.

## Turismo
En el mismo núcleo urbano de la localidad podemos encontrar el Monasterio de Arouca.
A unos kilómetros de la ciudad, se encuentran los Pasadizos del Paiva, ruta que va bordeando el río Paiva sobre una estructura de madera con impresionantes vistas, abierto al público en 2015.